# سفارة كوستاريكا في فرنسا
سفارة كوستاريكا في فرنسا هي أرفع تمثيل دبلوماسي لدولة كوستاريكا لدى فرنسا. تقع السفارة في باريس وهي تهدف لتعزيز المصالح الكوستاريكية في فرنسا.

## وصلات خارجية
- قائمة سفارات كوستاريكا
- قائمة السفارات في فرنسا